# Dozor-85
Dozor-85 (ros. Дозор-85) – rosyjski wielozadaniowy bezzałogowy statek powietrzny.

## Historia
Dozor-85 został opracowany przez firmę Tranzas (ros. Транзас). Jest produkowany seryjnie od 2007 r. W 2008 r. przeszedł testy na posterunku granicznym w Dagestanie. Publiczne prezentacja drona nastąpiła na międzynarodowym forum „Systemy bezzałogowe-2009” (ros. Беспилотные системы-2009). Swoje zainteresowanie maszyną wyraziła Służba Pograniczna Federalnej Służby Bezpieczeństwa Federacji Rosyjskiej i rozpoczęła jego testowanie. 
Dron jest przeznaczony do szeroko pojętego monitorowania sytuacji naziemnej, polegającego na wyszukiwaniu, wykrywaniu i identyfikacji obiektów. Może wykonywać lot po zadanej trasie wprowadzonej do jego pamięci przed startem lub być sterowany ręcznie przez operatora. Wg. danych producenta dokładność nawigacji po trasie mieści się w granicach 15–25 m. W nawigacji wykorzystywane są systemy GLONASS/GPS. Zainstalowane wyposażenie umożliwia prowadzenie obserwacji w zakresie pasma widzialnego (o rozdzielczości 752 × 582 pikseli), podczerwieni oraz wykonywanie zdjęć (o rozdzielczości 12 Mpix). Dane są przesyłane w czasie rzeczywistym do naziemnego stanowiska kontrolnego oraz zapisywane w pamięci maszyny. Dozor-85 jest przewożony w kontenerze (o wymiarach 2,5 × 1,0 × 1,0 m) zamocowanym na nadwoziu samochodu Land Rover Defender. W skład obsługi wchodzą pilot-operator, nawigator-operator oraz inżynier-mechanik. Na samochodzie zamontowany jest teleskopowy maszt, podnoszony na 12 m, ułatwiający komunikację z dronem. Maszyna potrzebuje powierzchni o wymiarach 100 × 20 metrów do startu i lądowania. W sytuacji awaryjnej może lądować z wykorzystaniem spadochronu. Obsługa potrzebuje ok. 45 minut do przygotowania drona do startu.
Konstrukcja drona posłużyła do opracowania jego udoskonalonej wersji noszącej oznaczenie Dozor-100.

## Konstrukcja
Bezzałogowy statek powietrzny o napędzie tłokowym.
Kadłub o konstrukcji wykonanej z kratownicy z duraluminium. W części zaskrzydłowej przechodzi w układ dwubelkowy zakończony podwójnym usterzeniem pionowym. Jego poszycie jest z wykonane z tworzywa sztucznego. Płat o obrysie prostokątnym, dwudzielny z rurowym dźwigarem i kompozytowymi żebrami. Pokrycie płata wykonane z tworzywa sztucznego. Napęd stanowi dwusuwowy silnik spalinowy 3W 170TS napędzający śmigło w układzie pchającym. Konstrukcja drona zapewnia jego szybki montaż i demontaż.